# Goodwill
Goodwill is een Engelse term die letterlijk welwillendheid betekent en die in de financiële wereld wordt gebruikt om dat gedeelte van de marktwaarde van een onderneming aan te duiden dat niet direct toewijsbaar is aan de activa en passiva.

## Beschrijving
Goodwill (of tegenovergesteld badwill) ontstaat bij een overname en is de meerwaarde (of minderwaarde) van een onderneming ten opzichte van het aanwezige eigen vermogen. In deze zienswijze vertegenwoordigt de goodwill toekomstige inkomsten van de ondernemingen die nog niet gewaardeerd zijn op de balans, maar die al wel bestaan in de vorm van kennis, klanten, merken, personeel, et cetera.

### Goodwill bij overname
Goodwill ontstaat bij de aankoop van een klantenbestand uit een faillissement of bij de overname van een lopende onderneming. Voor deze situatie bepaalt het Nederlandse jaarrekeningenrecht, dat de goodwill moet worden opgenomen in de balanspost immateriële vaste activa volgens art. 2:365 BW. Er is in deze situatie een prijs bekend en dit is de waarde die de goodwill vertegenwoordigt.
Een voorbeeld ter verduidelijking. Bedrijf A wil bedrijf B overnemen. De boekwaarde van bedrijf B is het eigen vermogen, oftewel de bezittingen minus de schulden, en dit is 80 miljoen. Als bedrijf B wordt overgenomen voor 100 miljoen, dan is er sprake van 20 miljoen aan goodwill betaald door bedrijf A.
In economische termen is goodwill de gekapitaliseerde waarde van de toekomstig te verwachten overwinst.

### Eigen goodwill
In de jaarrekening wordt de eigen goodwill in de regel niet opgenomen. De reden hiervoor is dat voor goodwill geen betrouwbare waardering voorhanden is. De goodwill is er in zo'n geval dus wel, maar is niet in de balans te zien.

## Regelgeving
De manier waarop ondernemingen dienen om te gaan met goodwill in hun jaarrekening is afhankelijk van de geldende verslaggevingsregels, waarvan de belangrijkste zijn IFRS, US GAAP en (in Nederland) de NL GAAP (BW2 titel 9) en de Richtlijnen van de Raad voor de Jaarverslaggeving.
De manier waarop de goodwill moet worden verwerkt in de jaarrekening is in de loop van de tijd aangepast. Het eerste boekhoudkundige artikel over goodwill is in 1884 gepubliceerd en het eerste boek over het onderwerp kwam in 1897 uit. In de jaren 1930 was goodwill een controversieel onderwerp geworden en kreeg veel aandacht van professionele accountants en academici. De twee belangrijkste discussiepunten waren de initiële waardering van goodwill en de daaropvolgende waardeontwikkeling.
In 1944 werd het vraagstuk van de initiële waardering al enigszins beslecht, alleen daadwerkelijke kosten konden worden meegenomen bij de waardebepaling van alle immateriële activa, waaronder goodwill. De controverse over de kwestie van de daaropvolgende behandeling ging echter door. In 1970 werd de Accounting Principles Board Opinions nr. 17 gepubliceerd. Hier werd vereist dat goodwill over de verwachtte levensduur moest worden afgeschreven, met een maximum van 40 jaar.
Aan het begin van deze eeuw met de invoering van IFRS moet de goodwill elk jaar opnieuw worden bekeken, de zogenaamde impairment test. Elk jaar moet het bedrijf de waarde van de goodwill, de contante waarde van de verwachte netto-kasstroom, vaststellen. Als uit deze test blijkt dat de goodwill minder is dan op de balans staat, dan moet op de goodwill worden afgeschreven. Een dergelijke afschrijving wordt amortisatie genoemd. Let wel, de goodwill op de balans kan nooit hoger uitvallen dan er ooit voor is betaald.

## Impact
De goodwill op de balans is duidelijk zichtbaar. Voor het jaar 2000 lag het aandeel van de goodwill op het balanstotaal op 7% in de Verenigde Staten en op 3% in de overige ontwikkelde landen. Na de herzieningen van de boekhoudkundige regels stegen deze aandelen fors tot 15% in de Verenigde Staten en 11% voor de andere landen in 2020. Vooral de sectoren informatietechnologie, gezondheidszorg en basisconsumptiegoederen vallen op met relatief hoge goodwill cijfers.
In een periode van economische tegenwind kan de amortisatie van de goodwill fors uitpakken. In 2018 schreef General Electric US$ 23 miljard af op goodwill, een jaar later volgde Kraft Heinz met een afwaardering van US$ 15 miljard en British American Tobacco (BAT) schreef ruim 23 miljard pond sterling af in 2023. Deze afboeking gaat altijd gepaard met een forse daling van het nettoresultaat, het eigen vermogen en een verslechtering van de solvabiliteit. BAT leed in 2023 een verlies van 14 miljard pond sterling en het eigen vermogen daalde met een derde naar 53 miljard pond. Na deze afboeking stond nog voor 95 miljard pond aan immateriële activa op de balans, dat was 81% van het balanstotaal.

## Naslagwerk
- (en)  Hughes, Hugh P. Goodwill in Accounting, A history of the Issues and Problem, School of Accountancy, Georgia State University (1982)